# TTTK

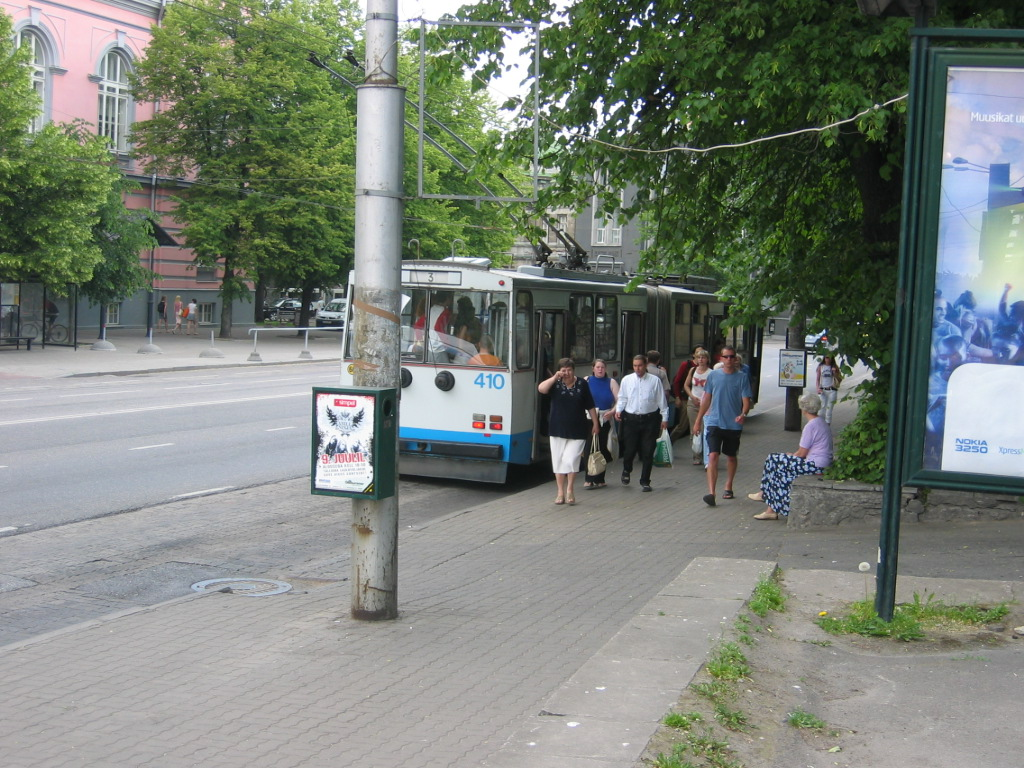
Tallinn: filosnodato Škoda 15Tr del TTTK n. 410 sulla linea 3

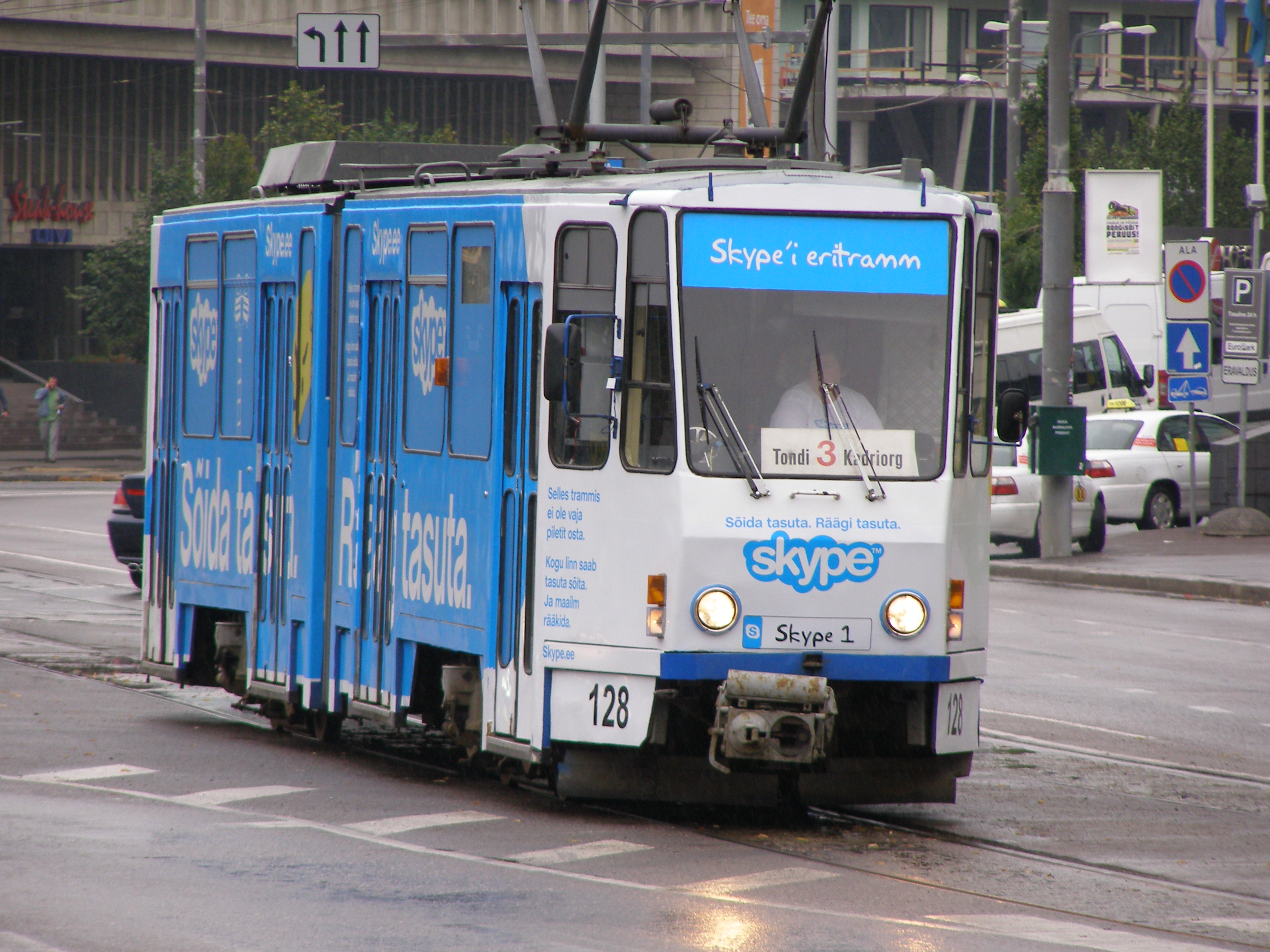
Tallinn: tram snodato Tatra KT4 del TTTK n. 128 sulla linea 3

TTTK, sigla di Tallina Trammi- ja Trollibussikoondise AS, letteralmente "Compagnia Tram e Filobus di Tallinn", era l'azienda che svolgeva il servizio filotranviario di trasporto pubblico nella città di Tallinn, capitale dell'Estonia.

## Generalità
Il servizio di trasporto pubblico urbano è svolto anche da autobus che appartenevano alla società Tallinna Autobussikoondis.

## Esercizio
L'azienda, i cui mezzi presentano generalmente livrea bianco-celeste, gestiva cinque tranvie che sviluppano una rete di circa 17 km, ed otto filovie.

## Parco aziendale
I tram snodati del TTTK appartengono principalmente ai seguenti modelli:
- Tatra KT4 (serie 51-1..)
- Tatra T4 (serie 250-309).

I filobus, radiati da tempo gli ZIU-5 e gli Škoda 9Tr, sono in prevalenza Škoda 14Tr (serie 200) e Solaris Trollino da 12 metri (serie 300), mentre i filosnodati sono 
spesso Škoda 15Tr (serie 400).